# Brian Peckford
Alfred Brian Peckford, né le 27 août 1942 à Whitbourne (Dominion de Terre-Neuve), est un enseignant et homme politique canadien. Il est premier ministre de la province de Terre-Neuve de 1979 à 1989.

## Biographie
Le 17 mars 1979, Peckford est élu chef du Parti progressiste-conservateur de Terre-Neuve.
La gestion des ressources a dominé les dix années de Peckford à titre de premier ministre de Terre-Neuve, en particulier le pétrole extracôtier, les pêches et les développements hydroélectriques. Dans les trois domaines, Peckford espérait lutter contre le contrôle d'intérêts extérieurs pour obtenir des revenus plus élevés pour la province. Il a soutenu que cela mettrait fin au statut de Terre-Neuve-et-Labrador en tant que province la plus pauvre du pays. Son gouvernement a tenté de renégocier le contrat d'Upper Churchill avec Hydro-Québec, qui avait été signé par le premier ministre Joey Smallwood en 1969. L'accord a vendu de l'électricité bon marché à Hydro-Québec pendant 65 ans sans aucune provision pour inflation ou révision. La province a lancé deux batailles juridiques au sujet de l'entente, mais la Cour suprême du Canada a statué deux fois en faveur du Québec, en 1984 et 1988. Le gouvernement de Peckford a cherché à développer le pouvoir sur la rivière Churchill inférieure, mais n'a pas pu sécuriser une route de transmission à travers le Québec en lucrative Marchés américain et canadien.